# Société Générale
A Société Générale az egyik legfontosabb francia bank és az egyik legrégebbi. 
A Societe Generale csoportnak 133 000 alkalmazottja van, 137 nemzetiségű, 61 országban van jelen.